# Garrote

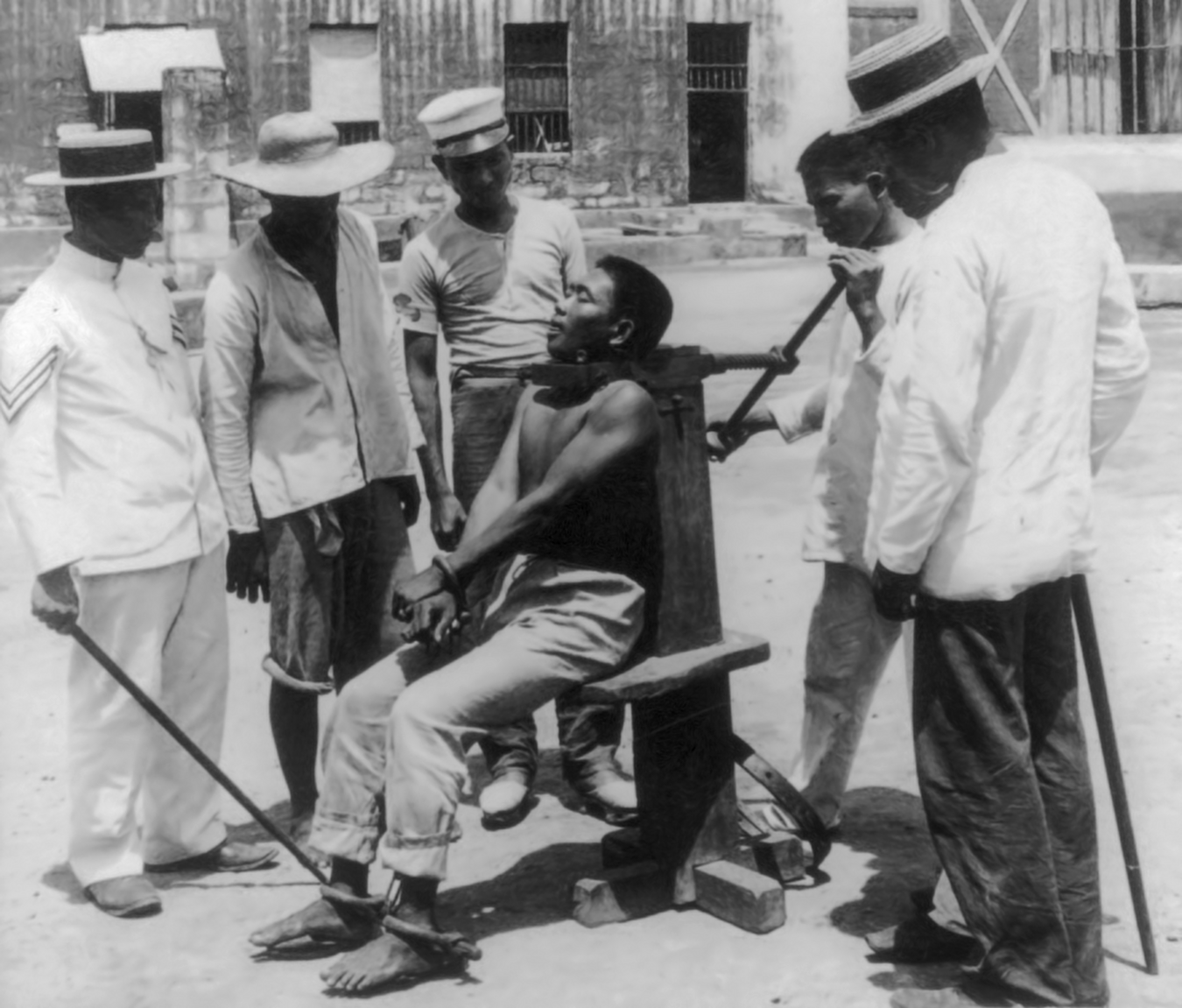
Terechtstelling aan de garrote in 1901 in de Bilibid-gevangenis in Manilla op de Filipijnen (deel van stereokaart)

Een garrote (ook garotte), van het Spaanse garrote vil = schandstok, is een instrument voor de voltrekking van de doodstraf, waarbij de veroordeelde aan een paal vastgebonden wordt. Het Nederlandse equivalent is de wurgpaal.
In vroegere uitvoeringen legde de beul het slachtoffer van achteren een lus om de hals, die dan langzaam werd gedraaid zodat het slachtoffer werd gewurgd. Later werd de lus door een metalen halsband vervangen, die diende om het lichaam te fixeren. Vervolgens werd de nek van de veroordeelde door een metaalschroef doorboord, waarop normaliter de dood onmiddellijk intrad.
Tot 1974 werden terdoodveroordelingen in Spanje met de garrote voltrokken. De laatste twee geëxecuteerden waren Georg Michael Welzel uit de DDR en de Catalaanse anarchist Salvador Puig Antich.